# Саомай (тайфун)
Тайфун «Саомай» (англ. Typhoon Saomai) (по классификации PAGASA, Хуан) — сверхмощный тайфун, обрушившийся на побережье Китая в августе 2006 года. Саомай — восьмой тропический циклон сезона 2006 года.

## Путь тайфуна
Область пониженного давления (депрессия) в районе Каролинских островов была зафиксирована американским Объединённым центром предупреждения тайфунов (ОЦПТ) 4 августа 2006 UTC. 5 августа в 9:00 UTC Тропическая депрессия 08W была переквалифицирована в тропический шторм, а за 3 часа до этого Японское метеорологическое агентство (ЯМА) присвоило ему имя Саомай. Предложение о названии поступило от Вьетнама, на вьетнамском «Саомай» означает планету Венера (дословно — «утренняя звезда»). 6 августа в 15:00 UTC ОЦПТ присвоил ему классификацию тайфуна. ЯМА повысило категорию циклона до сильного тропического шторма в 18:00 UTC, после чего он продолжил набирать силу и 12 часов спустя был объявлен тайфуном. 8 августа Саомай вступил в зону ответственности Филиппинского управления атмосферных, геофизических и астрономических служб (PAGASA), которое присвоило ему имя Хуан. В тот же день произошло взрывообразное развитие шторма, и к 9 августа он стал супер-тайфуном пятой (наивысшей) категории.
Ранним утром 10 августа по местному времени тайфун прошёл к северо-востоку от Тайваня, вызвав сильный ветер и ливни в северной оконечности острова и островах Мацзу, что привело к отмене нескольких авиарейсов. Штормовое предупреждение для судов действовало на Тайване с 2:00 9 августа до 14:00 10 августа. 10 августа в 9:25 UTC (17:25 по местному времени) тайфун достиг побережья в уезде Цаннань города Вэньчжоу провинции Чжэцзян. Сила тайфуна достигала 17 баллов по китайской шкале (для сравнения, тайфун силой 12 баллов способен опрокинуть поезд). Пройдя береговую линию, тайфун продолжил движение в западном направлении. По словам синоптиков, это был самый сильный тайфун, обрушивавшийся на Китай за последние 50 лет. Скорость ветра в центре тайфуна превышала 60 м/сек, (более 200 км/ч). Всем судам было отдано указание вернуться в порты, были отменены 17 авиарейсов в аэропорту Вэньчжоу и 25 рейсов в аэропорту Фучжоу. Из прибрежных районов эвакуировано более 1,5 млн человек (1 млн в провинции Чжэцзян и 569 тыс. в провинции Фуцзянь). В Шанхае уровень воды в реке Хуанпу заметно поднялся, объявлен синий уровень тревоги. У каждого входа на станции шанхайского метро было заготовлено необходимое количество мешков с песком.
Согласно информации ЯМА, по состоянию на 18:00 10 августа UTC, сильный тропический шторм Саомай находился над материком в точке 27,2° с. ш. 119,1° в. д., минимальное давление 980 гПа, шторм двигается на запад со скоростью 15 км/ч и максимальной постоянной скоростью ветра 105 км/ч, быстро теряя силу.
В 12:00 UTC ЯМА 11 августа понизило категорию тропического шторма Саомай до тропической депрессии и выпустило заключительный отчёт. По информации на вечер 11 августа, все аэропорты региона восстановили нормальный режим работы, движение по основным автомагистралям восстановлено. Циклон переместился в район провинций Цзянси и Аньхой, где, главным образом, вызвал сильные дожди, в результате чего существует опасность селей и оползней.

## Последствия
По сообщению местных властей, по состоянию на 11 августа, по предварительным подсчётам, в провинциях Чжэцзян и Фуцзянь частично или полностью разрушено 54000 домов, погибли 104 человека, из них 87 — жители провинции Чжэцзян; 190 человек пропали без вести. Кроме того, жертвами тайфуна стали двое жителей Филиппин. Общее количество пострадавших оценивается в 4 млн человек. Пограничные войска, на которые была возложена основная задача по спасению и эвакуации пострадавших, сообщают, что количество спасённых лиц приближается к 40000. Нанесён ущерб 1 млн 840 тыс. му (около 122 тыс. га) сельскохозяйственных угодий. По предварительным оценкам, прямой экономический ущерб составил 11,25 млрд юаней (более 1 млрд долл. США). Наибольшие разрушения и жертвы наблюдаются в городе Цзиньсян уезда Цаннань муниципалитета Вэньчжоу. В городе Фудин провинции Фуцзянь в результате воздействия тайфуна разрушен буддийский храм, построенный более тысячи лет назад.